# Litauisches Alphabet
Das litauische Alphabet basiert auf dem lateinischen Alphabet und enthält zusätzliche diakritische Zeichen.
Es ist ein weitgehend phonetisches Alphabet, das ausschließlich zur Schreibung der litauischen Hochsprache verwendet wird.
Für die schemaitische Mundart existiert eine abgewandelte Form des litauischen Alphabetes.

## Buchstaben
| Buchstabe | Name     | Ungefähre dt. Entsprechung   | Phonetische Umschrift |
| --------- | -------- | ---------------------------- | --------------------- |
| A a       | a        | a                            | [⁠ɑ⁠]                   |
| Ą ą       | a nosinė | ah                           | [ɑː]                  |
| B b       | bė       | b                            | [⁠b⁠]                   |
| C c       | cė       | z                            | [⁠ʦ⁠]1                  |
| Č č       | čė       | tsch                         | [⁠ʧ⁠]                   |
| D d       | dė       | d                            | [⁠d⁠]                   |
| E e       | e        | ä                            | [⁠ɛ⁠]                   |
| Ę ę       | e nosinė | äh                           | [æː]                  |
| Ė ė       | ė        | eh                           | [eː]                  |
| F f       | ef       | f                            | [⁠f⁠]                   |
| G g       | gė       | g                            | [⁠g⁠]                   |
| H h       | ha       | h                            | [⁠ɣ⁠]1                  |
| I i       | i        | (kurzes) i                   | [⁠ɪ⁠]3                  |
| Į į       | i nosinė | ieh                          | [iː]                  |
| Y y       | i ilgoji | ieh                          | [iː]                  |
| J j       | jot(as)  | j                            | [⁠j⁠]                   |
| K k       | ka       | k                            | [⁠k⁠]                   |
| L l       | el       | l                            | [⁠ɫ⁠]                   |
| M m       | em       | m                            | [⁠m⁠]                   |
| N n       | en       | n                            | [⁠n⁠]                   |
| O o       | o        | o                            | [oː]                  |
| P p       | pė       | p                            | [⁠p⁠]                   |
| R r       | er       | (Zungen-)r                   | [⁠r⁠]                   |
| S s       | es       | ß                            | [⁠s⁠]                   |
| Š š       | eš       | sch                          | [⁠ʃ⁠]                   |
| T t       | tė       | t                            | [⁠t⁠]                   |
| U u       | u        | (kurzes) u                   | [⁠ʊ⁠]                   |
| Ų ų       | u nosinė | uh                           | [uː]                  |
| Ū ū       | u ilgoji | uh                           | [uː]                  |
| V v       | vė       | w                            | [⁠ʋ⁠]                   |
| Z z       | zė       | (stimmhaftes) s              | [⁠z⁠]                   |
| Ž ž       | žė       | französisches j („Jalousie“) | [⁠ʒ⁠]                   |

1) Ch besitzt den Lautwert [⁠x⁠], ähnlich dem deutschen ch in ach.
2) Das h bezeichnet einen velaren Reibelaut, ähnlich dem hochdeutschen (ungerollten) r in raten.
3) Das i erweicht (palatalisiert) den vorangehenden Konsonanten.
Folgt direkt auf das i einer der Vokale a, o oder u, so wird das i nicht gesprochen.
Die Kombination ia spricht man wie e, ią wie ę, iai wie ei und so weiter.
Eine Ausnahme hiervon bilden lediglich Fremdwörter wie zum Beispiel zodiakas [zɔːdʲiˈjæːkɑs].
Die Ausspracheangaben stellen nur einen Richtwert dar.
Wer sie befolgt, wird von einem Litauer ohne Probleme verstanden.
Auf allophonische Varianten verschiedener Buchstaben wird im Artikel über die litauische Sprache unter Phonetik hingewiesen.
A und ą werden im Alphabet an gleicher Stelle eingeordnet, ebenso e, ę und ė; i, į und y; sowie u, ų und ū.
Es ist also durchaus denkbar, dass in einem Wörterbuch inžinierius (Ingenieur), ypač (besonders) und įpakuoti (einpacken) direkt hintereinander stehen.
Dagegen wird č nach c, š nach s und ž nach z einsortiert.
Šaka (Ast) und sakai (Harz) stehen also keineswegs beieinander.

## Diakritische Zeichen
Im Litauischen werden die diakritischen Zeichen Hatschek (lit. paukščiukas), Ogonek (nosinė), Makron (brūkšnelis) und der Überpunkt (taškas) sowie die folgenden Tonzeichen verwendet.

### Tonzeichen
In Wörterbüchern wird meist die Betonung der Wörter angegeben.
Da das Litauische drei verschiedene Töne kennt, werden diese mit unterschiedlichen diakritischen Zeichen angegeben.
Dabei steht der Gravis ` (gravis) für den kurzen Ton,
Kennzeichen des Stoßtons ist der Akut ´ ( akūtas) und den Schleifton symbolisiert man mit der Tilde ˜, die in der Lituanistik als Zirkumflex (lit. cirkumfleksas) bezeichnet wird.
Der i-Punkt bleibt dabei immer erhalten.
Lastet der Schleifton auf einem Diphthong (hierzu zählen im Litauischen auch Verbindungen eines Vokals mit einem der sonorantischen Konsonanten m, n, l oder r),
so steht die Tilde auf dem zweiten Bestandteil.
Bei il, im, in, ir, ul, um, un, ur sowie ui wird der Stoßton durch den Gravis, bei den anderen Diphthongen durch den Akut auf dem ersten Bestandteil angezeigt.
Die folgende Tabelle listet sämtliche vorkommenden Vokale und Diphthonge mit den möglichen Tönen:
| kurzer Ton | à1 | – | –  | –  | –  | –  | –  | –  | è1 | – | – | –  | –  | –  | –  | –  | –  |
| Stoßton    | –1 | ą́ | ái | ál | ám | án | ár | áu | é1 | ę́ | ė́ | éi | él | ém | én | ér | éu |
| Schleifton | ã1 | ą̃ | i̇̃  | al̃ | am̃ | añ | ar̃ | aũ | ẽ1 | ę̃ | ė̃ | ei̇̃ | el̃ | em̃ | eñ | er̃ | eũ |

| kurzer Ton | i̇̀ | –  | – | –  | –  | –  | –  | –  | ò2 | –   | –   | ù | – | – | –  | –  | –  | –  | –  | –  |
| Stoßton    | – | į́  | ý | i̇́e | i̇̀l | i̇̀m | i̇̀n | i̇̀r | ó  | ói3 | óu2 | – | ų́ | ū́ | ùi | ùl | ùm | ùn | úo | ùr |
| Schleifton | – | į ̃ | ỹ | iẽ | il̃ | im̃ | iñ | ir̃ | õ  | oi̇̃3 | oũ2 | – | ų̃ | ū̃ | ui̇̃ | ul̃ | um̃ | uñ | uõ | ur̃ |

1) Während a und e in unbetonten Silben immer kurz sind, treten diese Laute in betonten Silben fast immer schleiftönig (insbesondere lang) auf. Stoßtöniges é kommt nur in der Vorsilbe pér- vor, wenn auf diese ein Vokal folgt (ansonsten ist ér ein Diphthong). Kurzes betontes à oder è findet sich nur in grammatischen Endungen, in Vorsilben beim Verb, in geschlossenen Silben im Verbstamm sowie in unflektierten Wortarten (Interjektionen, Konjunktionen, Präpositionen, Partikeln). Außerdem ist das betonte e in Fremdwörtern meist kurz: universitètas, kritèrijus, prèsas.
2) Ou und kurzes ò kommen nur in Fremdwörtern vor.
3) Oi tritt nur in Fremdwörtern, Lehnwörtern, Interjektionen und mundartlichen Ausdrücken auf.

## Laut-Buchstaben-Zuordnung
Die litauische Rechtschreibung folgt in erster Linie phonetischen Prinzipien.
Dennoch wird auch die Verwandtschaft verschiedener Wörter in der Rechtschreibung berücksichtigt.
So wird die Vorsilbe už- auch in užkandis (Vorspeise) mit ž geschrieben, obwohl [ˈʊʃkanʲdʲɪs] gesprochen wird.
Der Grund hierfür liegt darin, dass dieselbe Vorsilbe in užaugti (aufwachsen) das stimmhafte [ʒ] aufweist.
Zum Vergleich: Das deutsche Wort Wald schreibt man nicht mit t, weil man das d in Wälder hört.
Das Ogonek diente einst nach dem Vorbild des Polnischen zur Bezeichnung nasaler Vokale. Heute dienen die Buchstaben ą, ę, į und ų primär zur Kennzeichnung grammatischer Phänomene.
Sie werden zum Beispiel immer für die Endungen des Akkusativ Singular oder des Genitiv Plural verwendet; außerdem stehen sie im Stamm solcher Verben, die in manchen Formen ein n oder m hinter dem Vokal einschieben.
Darüber hinaus spricht man unbetontes a oder e immer kurz; ą oder ę hingegen lang, sodass diese Unterscheidung hörbar wird.
Wörter, die ein į enthalten, können außerdem verwandte Wörter mit ą oder ę besitzen (innere Flexion), vergleiche zum Beispiel drįsti (wagen) und drąsus (tapfer).
Wörter mit dem gleichlautenden y können dies nicht.
Die Unterscheidung zwischen e und ia ist ausschließlich grammatischer Natur.
Im Wortstamm wird immer e geschrieben, ebenso in den meisten Suffixen.
Die Grundregel für die Schreibung litauischer Endungen besagt, dass e nur dort vorkommen kann, wo eine andere Form ein ė besitzt.
Das Suffix -iav- (für Präteritumformen) sowie fremdsprachliche Suffixe wie -iacija („-ation“ im Deutschen) sind die einzigen Beispiele, in denen ia nicht in der Endung auftritt.
Der Diphthong [æʊ] wird in Fremdwörtern immer eu, in litauischen Wörtern immer iau geschrieben.